# 2053
L'any 2053 (MMLIII) serà un any comú que començarà en dimecres segons el calendari gregorià, l'any 2053 de l'era comuna (CE) i Anno Domini (AD), el 53è any del tercer mil·lenni, el 53è any del segle xxi, i el quart any de la dècada del 2050.

## Esdeveniments
Països Catalans
- 24 de novembre: Es compleixen 50 anys de la mort de Floquet de Neu.
- 16 de desembre, Barcelona: Fa 50 anys, l'any 2003, el Parlament de Catalunya escollia Pasqual Maragall com a president de la Generalitat de Catalunya.
- 20 de desembre, Barcelona: Fa 50 anys, l'any 2003, Pasqual Maragall prenia possessió com a 127è President de la Generalitat de Catalunya.

Resta del món
- El 2053 es compliran 90 anys de la mort de John Kennedy.[1]

Ficció i Prediccions
- Es presumeix que les forces armades dels Estats Units eliminen la totalitat de la flota de M1 Abrams. En aquest moment, el M1 Abrams hauria vist 71 anys de servei amb l'Exèrcit dels EUA i la USMC. Es presumiblement reemplaçat pels tancs de batalla principals o sistemes d'armes derivats del programa cancel·lat de vehicle de combat a terra (GCV) o cancel·lat el programa Future Combat Systems (FCS).
- Segons la pel·lícula Star Trek: First Contact, la III Guerra Mundial acabarà el 2053.
- La novel·la de John Christopher 's: The Guardians té lloc el 2052 i el 2053.